# IDW Publishing
IDW Publishing — американская компания, издающая комиксы, графические романы, книги по искусству. Она была основана в 1999 году как издательское подразделение «Idea and Design Works, LLC» («IDW»), сама сформировалось в 1999 году и сейчас борется с Dark Horse Comics и Boom! Studios за четвертое место среди издательств комиксов в США (первые три занимают соответственно Marvel, DC и Image Comics). Компания известна своими лицензионными комикс-адаптациями фильмов, телевизионных шоу и мультфильмов.

## История
Idea and Design Works (IDW) была сформирована в 1999 году группой менеджеров и художников комиксов, которые познакомились в WildStorm, включая Тед Адамса, Робби Роббинса, Алекс Гарнера и Крис Оприско для аутсорсинговой фирмы по графическому дизайну. Каждый из четырех был равноправным партнером, владея 25 %. Вместе с владельцем Wildstorm Джимом Ли, продавшим DC Comics в 1999 году, Ли передал отдел клиентов креативных услуг этой компании, ранее возглавляемый Адамсом, к IDW, что позволило IDW стать прибыльной в первый год. Получив эту прибыль, фирма решила ежегодно финансировать новое предприятие. В 2000 году они разработали концепцию телешоу, вплоть до пилотного эпизода. Для проекта 2001 года Эшли Вуд из Адамса рассказала им об издании книги по искусству, тем самым запустив IDW Publishing. «Уна Фанта» была опубликована в марте 2002 года. Вудс попросил Стив Найлса послать Адамсу некоторые из его отвергнутых сценариев. Адамс выбрал один из них, «30 дней ночи», и связал его с художником Беном Темплсмитом для комиксовой адаптации в виде серии из трех выпусков, начиная с августа 2002 года. С небольшими предварительными заказами, Адамс лично выдвинул комикс с дистрибьютором и крупными магазинами комиксов. Вскоре предыдущие выпуски приобрели популярность, и за ней последовал «Popbot» Вуда.
В 2007 году IDT Corporation приобрела 53 % контрольного пакета акций IDW у основателей компании, исключив Garner & Oprisko, одновременно сократив долю Adams & Robbins до миноритарных собственников на 47 %. Затем, в 2009 году, IDT продолжила увеличивать свою долю до нынешних 76 %, снижая интерес Adams & Robbins еще раз до нынешних 24 %. Затем, вскоре после этого, IDT создала CTM Media Holdings посредством безналогового выделения. Эта новая компания состояла в контрольном пакете акций IDW и CTM Media Group. Восемь лет спустя, 3 апреля 2015 года, CTM Media Holdings объявила, что продолжит свою деятельность под новым именем, став IDW Media Holdings, которая будет состоять из контрольного пакета акций IDW и CTM Media Group.
Первый традиционный комикс-сериал компании «30 дней ночи», созданный Стив Найлсом и Беном Темплсмитом, вызвал биддинговую войну с семизначными ставками между DreamWorks, MGM и Senator International, где Senator International победила и Сэм Рэйми был подключен как продюсер.
Второй выпуск от IDW Publishing, «Popbot», выиграл две золотые Spectrum премии.
IDW Publishing также публикует комиксы на основе телевизионных франшиз «Звёздный путь» и «C.S.I.». Другие лицензированные комиксы компании включают «Марс атакует» от Topps, «Другой мир» от Sony, «Щит» от FX, «24 часа» и «Ангел» от Fox Broadcasting Company; «Земля мёртвых» и «Зомби по имени Шон» от Universal Studios; и «Silent Hill» от Konami, «Castlevania ,  «Metal Gear Solid» и «Спиди-гонщик». Компания также имела успех с комиксовой лицензией на различные бренды компании по игрушкам Hasbro: «Трансформеры» (совместно с компанией Takara), «G.I. Joe», «My Little Pony» и «Джем». Трансформеры имели целых пять разных сериалов, которые выпускались одновременно.
Начиная с 2008 года, компания лицензировала серию «Доктор Кто» от Би-би-си, выпустив два издания одновременно: «Doctor Who Classics», которая перепечатывает цветные комиксы с участием прошлых докторов. такие как Четвёртый Доктор и Пятый Доктор, первоначально опубликованные в конце 1970-х — начале 1980-х годов изданиями «Doctor Who Magazine» и «Доктор Кто: Агент Провокатор», оригинальная ограниченная серия из шести выпусков с Десятым Доктором, автором сценария которого является Гари Рассел, редактор сценарий телевизионного сериала. Дополнительные ограниченные серии из шести частей под названием «Доктор Кто: Забытые» начали выпускаться в середине 2008 года от Тони Ли и Пиа Герра, а также серия ежемесячных ваншот, независимых историй. В июле 2009 года начался сериал «Доктор Кто», в котором участвовал Десятый Доктор, написанный Тони Ли и иллюстрированный вращающейся художественной-командой.
В 2010 году IDW Publishing выпустила продолжение серии комиксов Майкла Сан Джакомо «Phantom Jack» Image Comics с «Phantom Jack: The Nowhere Man Agenda». Графический роман примечателен тем, что в нем изображена смерть главного героя, репортера, который может стать невидимым.
В конце 2009 года издательство IDW издало совместно с EA Games импринт EA Comics, чтобы сосредоточиться на адаптациях видеоигр последней компании. Первоначальные серии включали «Army of Two» и
«Dragon Age».
6 сентября 2011 года, к 10-й годовщине 9/11, IDW Publishing объединилась с Charlie Foxtrot Entertainment и выпустила графический роман «Code Word: Geronimo», написанный капитаном морской пехоты в отставке Дэйлом Дай и Джулией Дай, нарисованный Джерри Кисселлом совместно с контуровщиком Амином Аматом «Code Word: Geronimo» попал на #22 место в топ 100 списке Diamond Comics в первый месяц после выпуска.. В том же году компания опубликовала свою первую серию кроссоверов «Infestation».
В марте 2012 года IDW Publishing объявила о выпуске новых комиксов, основанных на «Judge Dredd» и «Ворон». Также в 2012 году Hasbro лицензировала «Дружба — это чудо» для серии комиксов IDW. Компания также опубликовала «Infestation 2».
В феврале 2013 года IDW Publishing объявила о партнерстве с Cartoon Network для публикации комиксов основанных по телесериалам канала, и перепечатки старых Cartoon Network комиксов.
6 января 2015 года IDW Publishing объявила, что приобрела Top Shelf Productions.
В феврале 2015 года было объявлено, что IDW Publishing заключила соглашение с Disney о продолжении публикации следующих комиксов: «Uncle Scrooge», «Donald Duck», «Mickey Mouse», и «Walt Disney's Comics and Stories».
В 2016 году IDW выступила с инициативой Hasbro Reconstruction, чтобы представить общую вселенную брендов Hasbro, которая позже была бы известна как Hasbro Comic Book Universe. Первым событием было «Revolution», за которым последовало «First Strike» в 2017 году.
В июле 2017 года Sega объявила о партнерстве с IDW для публикации комиксов на основе «Ёж Соник» начиная с 2018 года, после заключения / отмены предыдущей серии издательства Archie Comics.

## Адаптация в других медиа
Konami приобрел права на видеоигры и право собственности меньшинства в издании IDW Publishing  CVO: Covert Vampiric Operations .  (недоступная ссылка)
«30 дней ночи» был адаптирован в одноименный фильм в 2007 году, в главных ролях Джош Хартнетт и Мелисса Джордж, режиссер Дэвид Слэйд и продюсер «Человек-паук» режиссер Сэм Рэйми. Он распространяется компанией Columbia Pictures.
Dimension Films имеет опцию на две Стив Найлз / IDW Publishing собственности: «Wake the Dead», со сценаристом «Люди Икс 2» Майкл Догерти подключенным к проекту, и «Hyde», с Майк Флайсом («Холостяк», «Техасская резня бензопилой») поключенным как продюсер.
Анимированная комикс адаптация «Трансформеры: Кино-приквел» под названием «Трансформеры: Начало» (хотя исключая персонажей, которых нет в фильме) включена в «Трансформеры (фильм)» DVD.
Syfy анонсировал телевизионную адаптацию «Вайнона Эрп», премьера которой состоялась 1 апреля 2016 года.